# Zheztyrnak Fossae
Le Zheztyrnak Fossae sono una struttura geologica della superficie di Venere.